# Yousra
Yousra (em árabe: يسرى) (nascida Civene Nessim, a 10 de março de 1955) é uma actriz e cantora egípcia. É cunhada do actor Hesham Selim, filho do famoso futebolista egípcio, actor e ex-presidente do clube Al-Ahly, Saleh Selim. Yousra é considerada como um ícone da moda no Médio Oriente e é uma voz influente na região.

## Filmografia

### Cinema
| Ano  | Título original              | Título internacional                       |
| ---- | ---------------------------- | ------------------------------------------ |
| 1999 | Kalam El Leil                | The Night talk                             |
| 1977 | Fatah Tabhath Aan Al-Hob     | A Girl Searching For Love                  |
| 1978 | Ebtesama                     | Smile                                      |
| 1978 | Shabab Yarkos Fawqa An-Nar   | Youths Dancing on Fire                     |
| 1979 | Ushaq Al-Eshreen             | Lovers under 20                            |
| 1980 | Amal Eh El-Hob Fi Baba       | What did Love Do for Dêem?                 |
| 1980 | Qasr fi Al-Hawaa             | A Mansion on Air                           |
| 1981 | Leilat Shitaa Dafeia         | A Warm Winter Night                        |
| 1981 | El Insaan Yaeesh Mara Waheda | Man Is Living Onze                         |
| 1981 | Karakoon Fi El Sharea        | A Prison In The Street                     |
| 1982 | Shitan Al-Gazeera            | Island's Devil                             |
| 1982 | Asa bab Al-Wazeer            | At Minister's Door                         |
| 1982 | Hadoota Masriyyia            | Egyptian story                             |
| 1984 | Al-Tha'r                     | Revenge                                    |
| 1984 | Al Avocato                   | The Lawyer                                 |
| 1984 | La Tasalny Man Ana           | Dom't Ask Me Who I am!                     |
| 1985 | Al Ins Wal Gene              | Men and Jen                                |
| 1985 | As-Saaleeq                   | The Servants                               |
| 1985 | Shaqat Al Ostaz Hasan        | Mr. Hasan's flat                           |
| 1986 | Al Bedaya                    | The Beginning                              |
| 1986 | Al Galsa Al Serriya          | The Secret Meeting                         |
| 1986 | Abl El Waddaa                | Before Goodbye                             |
| 1986 | Wasmet Aar                   | Stigma                                     |
| 1987 | At-Taweeza                   | Taweeza                                    |
| 1987 | Al Laeeba                    |                                            |
| 1987 | Sekket Em-Nadama             | The Way of Remorse                         |
| 1987 | Asfoor Laho Aneyaab          | Birds' Teeth                               |
| 1987 | Li Adam Kefayet El Adellah   | Insufficient Proofs                        |
| 1988 | Sarkhet Nadam                | Cry of Remorse                             |
| 1988 | Emra'a Lel Asaf              | Unfortunately Woman                        |
| 1989 | Iskendria Kaman Wi Kaman     | Alexandria Again and Again                 |
| 1989 | Kaboos                       | Nightmare                                  |
| 1990 | El Moolid                    | Mawlid                                     |
| 1990 | Gizeeret El Shaitan          | Devil's Island                             |
| 1991 | Al-Ra'i wal Nisaa            | The Shepherd and the Wome                  |
| 1991 | Sayedat Al-Qahira            | Cairo's Mistress                           |
| 1992 | Al-Shares                    | The Fierce                                 |
| 1992 | Emra'a Ayela Lel Soqoot      | A Non-Secure Woman                         |
| 1993 | Al-Mansi                     | The Forgotten                              |
| 1993 | Mercedes                     | Mercedes                                   |
| 1993 | Al Erhab Wi El-Kabab         | Terrorism and Kebab                        |
| 1993 | Dehk Wa Lhe'b Wa Gad Wa Hob  | Laugh, entertainment, seriousness and Love |
| 1993 | Dantilla                     | Dantelle                                   |
| 1994 | Al-Mohager                   | The Immigrant                              |
| 1996 | Teyoor Ez-Zalaam             | The Birds of Darkness                      |
| 1996 | Nazwa                        | Lust                                       |
| 1997 | Eish El-Ghoraab              |                                            |
| 1998 | Resala Ela Al-Wali           | A Message to the Wāli                      |
| 2001 | Al-Asefa                     | The Tempest                                |
| 2001 | Al-Warda Al-Hamra            | Rede Rose                                  |
| 2002 | Maali Al-Wazzir              | The Minister's Excellency                  |
| 2004 | Iskendria New York           | Alexandria... New York                     |
| 2005 | Kalam Fil Hob                | Talk In Love                               |
| 2005 | Dam El Ghazaal               | Gazelle's blood                            |
| 2006 | Emaret Yaccobian             | The Yacoubian Building                     |
| 2006 | Mateegy Nor'vos              | Let's Dance                                |
| 2009 | Bobbos                       | Bobbos                                     |

### Televisão
| Ano  | Título original         | Título internacional       | Papel                          |
| 1979 | Anf we 3 Eyion          | Nose and 3 Eyes            |                                |
| 1994 | Rafat Al-Haggan         | Rafat Al-Haggan (Name)     | Helen Samhoon                  |
| 1996 | Hayat El-Gohari         | Al Gohari's Life           | Hayat                          |
| 2000 | Awan El Ward            | Flowers Time               | Amal                           |
| 2002 | Ayna Qalbi              | Where Is My Heart          | Faten                          |
| 2003 | Malak Rohi              | Angel of My Soul           | Malak                          |
| 2004 | Leqa Ala el hawa-       |                            | Leqa                           |
| 2005 | Ahlam el adea           | Normal Dreams              | Nadia Anzaha                   |
| 2006 | Lahazat Harega          | Critical Moments           | Sarah                          |
| 2007 | Adiyyeit Raie Aam       | A Matter of Public Opinion | Abla                           |
| 2008 | Fi Aydee Amina          | In Safe Hands              | Amina                          |
| 2009 | Khas Giddan             | Up Close and Pessoal       | Dra. Sherifa                   |
| 2010 | El Arabi maa Yousra     | The Arab with Youssra      | Ela mesma                      |
| 2010 | Bel Shamaa Al-Ahmar     | In Rede Wax                | Dra. Fatma                     |
| 2012 | Sharbat Louz            | Sharbat Louz (Name)        | Sharbat                        |
| 2014 | Saraya Abdeen           | Abdeen Palace              | Khoshyar Hanim/ El Walda Pasha |
| 2016 | Fo'k Mostawa ElShobohat |                            | Dra. Rahma                     |
| 2017 | El Hesab Ygm3           |                            | Na'eema                        |
| 2018 | Awalem Khafeya          |                            | Yousra                         |
| ---- | ----------------------- | -------------------------- | ------------------------------ |